# Outgaarden
Outgaarden (fr. Autchard; wa. Outchard, Outchâr; hist. Autgaerden, Autgaarden) – dzielnica (deelgemeente) gminy Hoegaarden w Belgii, w Regionie Flamandzkim, w prowincji Brabancja Flamandzka, w okręgu Leuven. 1 stycznia 2020 roku liczyła 822 mieszkańców. Do 31 grudnia 1976 samodzielna gmina. 

## Demografia
Liczba mieszkańców, stan na 1 stycznia:
| Rok                | 1930 | 1970 | 2020 |
| ------------------ | ---- | ---- | ---- |
| Liczba mieszkańców | 902  | 643  | 822  |